# Pierre Andrieu
Pierre-Paulin Andrieu (7 de dezembro de 1849 - 15 de fevereiro de 1935) foi um cardeal francês da Igreja Católica Romana e arcebispo de Bordeaux et Bazes.
Ele foi educado no Seminário de Toulouse em Toulouse, na França. Ele foi ordenado ao sacerdócio em 30 de maio de 1874. Ele trabalhou como padre fazendo pastoral de trabalho de 1874 para um ano. Ele foi escolhido por Florian-Jules-Félix Desprez, o arcebispo de Toulouse, para ser seu secretário até 1880.

## Episcopado
O Papa Leão XIII nomeou Andrieu Bispo de Marselha em 18 de abril de 1901. Ele foi consagrado em 25 de julho de 1901 na Catedral de Toulouse.

## Cardinalizado
Bishop Andrieu foi criado e proclamou Cardinal-Priest de S. Onofrio no consistório de 16 de Dezembro 1907 pelo Papa Pio X. Foi nomeado para Arcebispo de Bordeaux em 2 de janeiro de 1909. Participou dos conclave de 1914, que elegeu o Papa Bento XV, e de Conclave de 1922, que elegeu o Papa Pio XI. Como arcebispo, ele emitiu a primeira condenação de um membro da hierarquia francesa contra L'Action Française em 1926.
Ele morreu em 15 de fevereiro de 1935 em Bordeaux, aos 85 anos.